# はばたけ!スカイガールズ ラジオ
『はばたけ! スカイガールズ ラジオ』は、テレビアニメ『スカイガールズ』に関連したインターネットラジオ番組。

## 概要
- 配信日 - 毎週火曜日
- 配信サイト - 音泉
- 配信期間 - 2007年7月24日～2008年4月22日

このほか、スカイガールズ公式サイトにて『ラジオ! スカイガールズ スクランブル』と題したミニ番組が配信。第1回から第35回までは毎週火曜日配信、第36回以降は毎週水曜日配信。全39回。
この番組は約5分間しか流れないため出演者のテンションが非常に高い。番組内で執り行われるゲーム自体が普通の番組の罰ゲームのようになっているケースもあって（たこ焼き羊羹の早食いなど）両者へのプレッシャーとなっており、余計にテンションが上がる（逆に下がることも）結果となっている。
また、同時期に同じ音泉で配信されていたコナミのアニメ「Saint October」のラジオ番組「ゴスロリ少女探偵団 ラジオ日誌」でも「ロリ真剣! 超オクト場」というミニ番組がアニメ公式サイト側で配信されており、双方の番組で同一の形態をとっている。

## パーソナリティー
かっこ内はスカイガールズにおける役名
- 後藤沙緒里（園宮可憐役）
- 片岡あづさ（アイーシャ・クリシュナム役）

当初、片岡はスカイガールズには出演していないため、当番組に起用された意図は不明であったが、アニメの後期エンディングテーマに起用されるのと同時期にアニメ出演が決定していたと後日、番組で述べられた。
第37回の配信にて、番組限定の二人のユニット名として「枯れ愛（かれあい）」が決定したが、翌第38回の配信で本当に「枯れ愛」で良いのかとの疑問が出され、ユニット名選定時に候補としてあがっていた「藤岡」、「あるない刑事（デカ）」の候補が試しに使用されたが、結局「枯れ愛」に決定された。

## コーナー
ふつおた
リスナーから寄せられたメールを紹介。
本日のテンション
ふつおたのコーナーと同時に行なわれるコーナー。様々なキャラクターやシチュエーションを想定した「テンション」を、リスナーから募集。毎回くじ引きで決められるそのテンションを演じながら、後藤沙緒里と片岡あづさが交互にふつおたのメールを読む。
スカイガールズ特殊訓練
スカイガールズにおける兵器「ソニックダイバー」への搭乗訓練と題し、様々なゲームにパーソナリティー二人が挑戦する。
空からシャウトを
リスナーが叫びたい言葉「シャウト」を紹介。
日本一短い兄様への手紙
リスナーが「兄様」に成り切って、「妹」の役割である後藤沙緒里に対して質問をして行き、返答してもらう。

### 終了コーナー
空からエールを!
励ましてもらいたい出来事をリスナーから募集、それに対して「エール」の言葉を贈る。

## ゲスト
かっこ内はスカイガールズにおける役名
- 第22回 川澄綾子（桜野音羽役）
- 第25回 辻あゆみ（エリーゼ・フォン・ディートリッヒ役）

## ラジオCD
2008年1月23日にラジオCDとして「Vol.1」、同年4月23日には「Vol.2」が発売されている。
「Vol.1」には第1回から第13回までの配信分、「Vol.2」には第14回から第26回までの配信分が収録されており、また、それぞれにCD録り下ろしのコンテンツ音源が収録されている。